# Pseudostellaria japonica
Pseudostellaria japonica är en nejlikväxtart som först beskrevs av Sergei Ivanovitsch Korshinsky, och fick sitt nu gällande namn av Ferdinand Albin Pax. Pseudostellaria japonica ingår i släktet Pseudostellaria och familjen nejlikväxter. Inga underarter finns listade i Catalogue of Life.